# Lissoclinum sente
Lissoclinum sente är en sjöpungsart som beskrevs av Kott 200. Lissoclinum sente ingår i släktet Lissoclinum och familjen Didemnidae. Inga underarter finns listade i Catalogue of Life.